# Окічобі (ураган)
Окічобський ураган 1928 року (англ. 1928 Okeechobee hurricane) або ураган Сан-Феліпе-Сеґундо (англ. San Felipe Segundo hurricane) — руйнівний тропічний циклон, що обрушився на Навітряні острови, Пуерто-Рико, Багамські острови і Флориду у вересні 1928 року. Це був другий зареєстрований ураган 5 категорії за шкалою Саффіра-Сімпсона в Атлантичному басейні (після Кубинського урагану 1924 року), єдиний ураган 5 категорії, що вдарив по Пуерто-Рико, та один з найсильніших ураганів, що виходили на сушу у США.
Цей ураган викликав величезні руйнування на всьому своєму шляху. Від нього загинуло близько 1200 осіб на Гваделупі, близько 300 на Пуерто-Рико, понад 2500 у Флориді, переважно коли штормовий приплив прорвав дамби навколо озера Окічобі. Загалом, ураган вбив щонайменш 4078 осіб та завдав збитків приблизно на 100 млн доларів США (за цінами 1928 року) на своєму шляху.